# Grote Markt (Izegem)
De Grote Markt van Izegem is een marktplein, waar sinds de 16e eeuw op de zaterdag markt wordt gehouden. De wekelijkse markt kreeg haar officieel statuut op 17 november 1575. De naam Grote Markt zou vermoedelijk hebben opgedoken voor 1640, en was opgedeeld in een vismarkt, kiekenmarkt, botermarkt, garenmarkt en de vlasmarkt.